# Liste der Monuments historiques in Ablon-sur-Seine
Die Liste der Monuments historiques in Ablon-sur-Seine führt die Monuments historiques in der französischen Gemeinde Ablon-sur-Seine auf.

## Liste der Objekte
| Bezeichnung                            | Beschreibung              | Standort                                        | Kennzeichnung | Schutzstatus | Datum | Bild |
| -------------------------------------- | ------------------------- | ----------------------------------------------- | ------------- | ------------ | ----- | ---- |
| Gemälde Le Christ devant le Sanhedrin  | Ende des 16. Jahrhunderts | in der Kirche Notre-Dame-de-l'Assomption (Lage) | PM94000002    | Classé       | 1912  |      |
| Grabplatte für Philippe de Douzonville | Stein, 15. Jahrhundert    | in der Kirche Notre-Dame-de-l'Assomption (Lage) | PM94000001    | Classé       | 1911  |      |